# Mailer

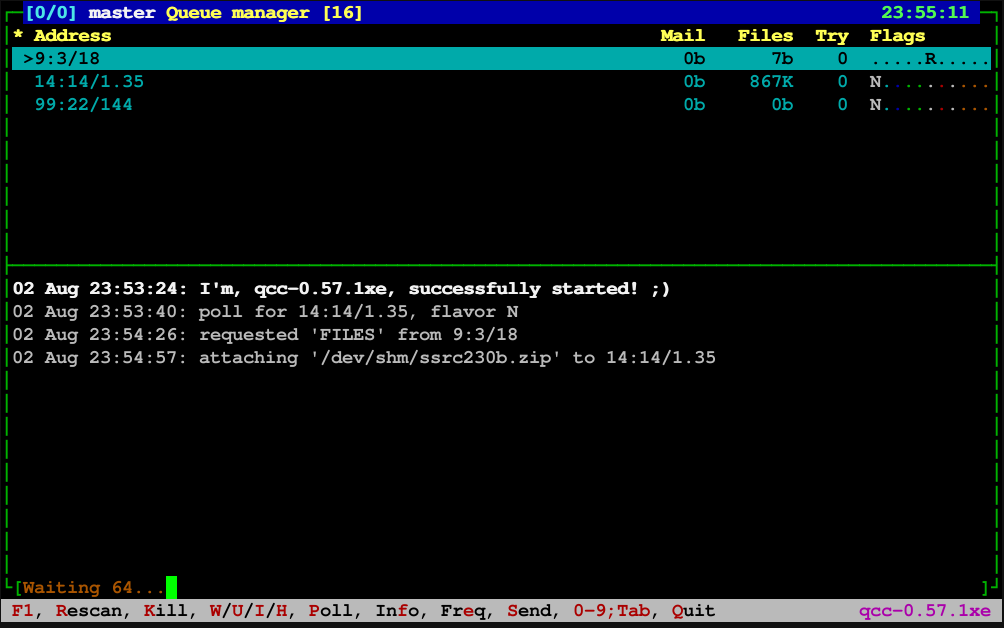
qico-qcc 0.57.1xe

Ein Mailer ist ein im FidoNet übliches Computerprogramm zum automatisierten Versenden und Empfangen von Nachrichten und anderen Dateien.
Der Mailer wartet die meiste Zeit auf einen Anruf – sei es per Modem, per ISDN, oder via Internet (TelNet oder binkp). Bekommt er einen Anruf, verständigt er sich mit seiner Gegenstelle mithilfe eines Handshake-Protokolls (hauptsächlich EMSI, aber ältere Formate wie YooHoo oder FTS-001 werden oft unterstützt).
Die Gegenstelle identifiziert sich anhand ihrer FidoNet-Adressen und ggfs. ausgehandelter Passwörter. Gibt es keinen Passwortfehler und auch keine Zweifel an der Identität des Anrufs (ggfs. Abgleich mit Nodeliste oder CallerID), so wird eine Session eröffnet. Beide Mailer sehen nun nach, ob für ihre Gegenstelle Dateien bereitliegen und versenden diese mithilfe eines geeigneten Protokolls. Auf Wählleitungen wird ZMODEM, Hydra oder Janus eingesetzt, wobei letztere beide den Vorteil haben, dass Dateien gleichzeitig in beide Richtungen übertragen werden können, weswegen man sie auch bidirektionale Protokolle nennt.
Einige Hydra- und ZModem-Implementationen erlauben auch einen Chat der Systembetreiber miteinander, während die Datenübertragung stattfindet.
Sind alle Daten übertragen, wird die Session beendet, die Leitung aufgelegt, und die versendeten Dateien werden vom System gelöscht. Empfangene Dateien werden an andere Programme übergeben, v. a. Tosser, Filetosser, Tracker usw.
Die Arbeitsweise und das Aufgabengebiet von Mailern können unterschiedlich ausfallen. So sind z. B. reine Mailer zu nichts anderem als dem oben geschilderten Prozedere in der Lage. Andere wiederum kümmern sich selbständig um die Verwaltung von NetMail (private nichtöffentliche Nachrichten), bieten sogar einen Editor für Netmail, ein Terminalprogramm und ein Routing-Prozedere.
Manche Mailer müssen sogar extern veranlasst werden, ein anderes System anzurufen, andere bieten ein ausgefeiltes Eventmanagement an.
Insbesondere das Routing von NetMail im FidoNet ist eine sehr komplizierte und aufgrund der verschiedenen Arten es zu handhaben oft auch missverständliche Angelegenheit. Routing kann dynamisch und statisch geschehen, bottom-up und top-down, und abhängig von Uhrzeit und Einträgen in der Nodeliste.

## Bekannte Mailer
| FrontDoor   | DOS, OS/2                                       |
| BinkleyTerm | DOS, Windows, OS/2, Unix, Atari ST              |
| McMail      | DOS                                             |
| MainDoor    | DOS, OS/2 (wegen Y2K-Problems obsolet geworden) |
| ifcico      | Unix                                            |
| qico        | Unix-like                                       |
| binkd       | Unix, OS/2, Windows                             |